# Psychologie du transfert
Publié en 1946 sous le titre Die Psychologie des übertragung, Psychologie du transfert, est un ouvrage du psychiatre et psychanalyste suisse Carl Gustav Jung centré sur la notion de transfert en psychanalyse.
Sa traduction française remonte à 1980.

## Argument
S'appuyant sur les figures d'un traité publié en 1550, Le Rosaire des philosophes (Rosarium philosophorum), Jung décrit les phases conduisant aux noces royales, en les mettant en parallèle avec les différentes phases de la cure thérapeutique.

## Table
- Introduction
 - La fontaine mercurielle
- Le roi et la reine
 - La vérité nue
 - L'immersion dans le bain
 - La conjonction
 - La mort
 - L'ascension de l'âme
 - La purification
 - Le retour de l'âme
 - La nouvelle naissance
 - Conclusion

## Extraits
- « Le but n'a d'importance qu'en tant qu'idée. L'essentiel, c'est l'opus, qui mène à ce but : il remplit d'un sens la durée de la vie [2]. »
- « C'est de la nuit indifférenciée, et d'elle seule, que naît la lumière. Ainsi l'enseigne le nature et l'expérience naturelle. Mais l'esprit, lui, croit à la lumière née de la lumière [3]. »
- « On a toujours intérêt à garder présentes à l'esprit les lilmites de son savoir et ses possibilités. Avant tout, il faut s'armer de patience et de longanimité car le temps est souvent plus puissant que l'art. Tout ne peut pas être guéri, tout ne doit pas être guéri [4]. »